# أشتون كوتشر
كريستوفر آشتون كوتشر (بالإنجليزية: Ashton Kutcher) ممثل وعارض أزياء ولد في 7 فبراير 1978 في آيوا بالولايات المتحدة الأمريكية.

## بداياته
ولد كوتشر في سيدار رابيدس بولاية ايوا لوالده لاري كوتشر، الذي كان يعمل في مصنع جنرال ميلز ووالدته ديان كوتشر (ني
فينيغان)، وهي عاملة في شركة بروكتر آند جامبل. كما أنه له أصول أيرلندية من جانب والدته. ولدى كوتشر شقيقة أكبر سنا، وهي توشا، وتوأم له، وهو مايكل، والذي أجرى عملية زرع قلب عندما كان هو وكوتشر صغار.كانت طفولة كوتشر من النوع الصعب، فهو شخص مغامر، كما قام بالعديد من الوظائف غير الدائمة، مثل النجارة، ووظائف أخرى متعلقة بحياة المزرعة.
التحق كوتشر بمدرسة واشنطن الثانوية في سيدر رابيدس، ولاية ايوا لمدة عام تقريبا عندما انتقلت أسرته إلى تيفن، ولاية آيوا، حيث التحق فيها بمدرسة كلير- كريك امانا الثانوية. وفي هذه الأثناء، كانت حياته الأسرية مضغوطة.وقال كوتشر «لم أكن أرغب في العودة إلى المنزل لأجد المزيد من الانباء السيئة عن أخي» و«احتفظت بنفسي مشغولا حتى لم أسمح لنفسي بالإحساس.»  واعترف كوتشر بأنه كان يفكر بالانتحار في سن المراهقة.وفي الثالثة عشرة، حاول أن يقفز من شرفة المستشفى، ولكن والده تدخل في اللحظة الأخيرة. وبحلول ذلك الوقت، تطلق والديه. وخلال سنة تخرجه من المدرسة الثانوية، اقتحم كوتشر وابن عمه المدرسة الثانوية أثناء الليل في محاولة لسرقة الأموال؛ وتم القبض عليه وهو يغادر المكان.واتهم بتمهمة السطو من الدرجة الثالثة وحكم عليه بالسجن لمدة ثلاث سنوات تحت المراقبة و180 ساعة في خدمة المجتمع. وقال كوتشر عن هذه التجربة «التي قومته»، أنه فقد صديقته والمنح الدراسية الجامعية المنتظرة، كما جعلته منبوذا في مدرسنه ومجتمعه.
والتحق كوتشر بجامعة أيوا،حيث تخصص في هندسة الكيمياء الحيوية (ولكنه لم يحصل على الدرجة)، بدافع من الرغبة في إيجاد علاج لأخيه بمرضه في القلب. وطرد من شقته، وهو في جامعة ولاية ايوا، لأنه كان مزعجا جداً ومشاغبا. وقال كوتشر "كنت أعتقد أنني أعرف كل شيء ولكن لم يكن لدي أدنى فكرة. فكنت احتفل، وفي العديد من الأيام كنت استيقظ في الصباح لأعرف ماذا فعلت في الليلة السابقة. لقد سلكت طريقاً صعب جدا. فأنا مندهش أنني لست ميت. وكان كوتشر عضوا في أخوية دلتا تشي. ولتغطية نفقاتهم، كان يعمل كوتشر في الصيف في قسم الحبوب في مصنع جنرال ميلز للنبات في سيدار رابيدس، وأحياناً كان يتبرع بالدم من أجل المال. وخلال الفترة التي قضاها في الجامعة، تم اكتشافه من قبل كشاف للنجوم في حانة تسمى "ايرلينر في ايوا سيتي"، ولاية أيوا، وتم تجنيده للدخول في مسابقة العارضين "الوجوه الجديدة في ولاية أيوا".وبعد حصوله على المركز الأول، فاز برحلة إلى مدينة نيويورك من أجل اتفاقية مؤسسة العارضين والموهوبين العالمية (IMTA).وبعد إقامته في مدينة نيويورك عاد أشتون إلى دياره في سيدار رابيدس، أيوا قبل إعادة انتقاله إلى لوس انجلوس لمتابعة عمله.

## مشواره الفني

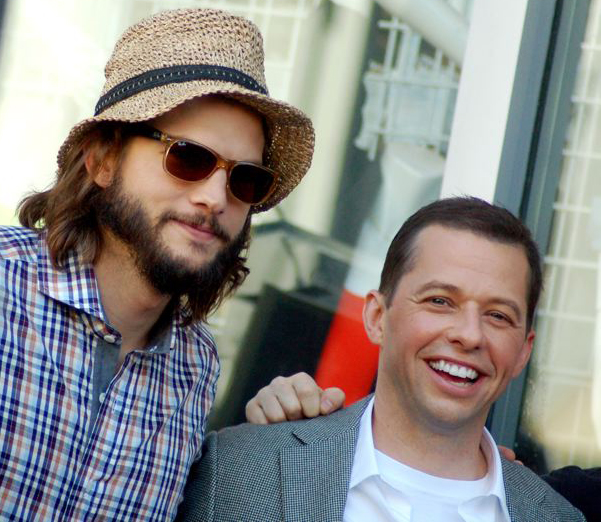
كون كراير (يمين) وأشتون كوتشر (يسار) في مسلسل رجلان ونصف.

تابع عمله كعارض أزياء حتى انتقل كوتشر إلى لوس انجلوس بعد العديد من النجاحات في مجال عرض الأزياء، بعد أول تجربة أداء له، حيث قام بأداء دور مايكل كيلسو في المسلسل التلفزيوني That '70s Show، والذي بدأ عرضه عام 1998 وانتهى في 2006.وقام كوتشر بالتمثيل في سلسلة من الأفلام، على الرغم من أنه أجرى تجربة أداء ولكنه لم يرشح لدور داني ووكر في بيرل هاربر (2001)،  ومثل في العديد من الأفلام الكوميدية التي لاقت استحساناً في شباك التذاكر. مثل فيلم Dude، وفيلم أين سيارتي؟ (2000)، و فقط متزوج (فيلم) (2003)، واحزر من (2005). وبالإضافة إلى ذلك، ظهر كوتشر في الفيلم العائلي «أرخص بالدزينة» Cheaper By The Dozen، حيث قام بدور ممثل مهووس بنفسه. وكان دوره في فيلم تأثير الفراشة في 2004 دور درامي غير معتاد، حيث لعب دور شاب تتعارض ظروفه ويقع في الحب مع فتاة اسمها كايلي؛ وحصل الفيلم على ردود فعل سلبية ومختلطة، ولكنه لاقى نجاحاً في شباك التذاكر. رشح لدور البطولة في فيلم (بيرل هاربر) لكنه فشل في الاختبار فاسند الدور إلى الممثل جوش هارتنيت.
في عام 2003، قام كوتشر بإنتاج وتمثيل مسلسه الخاص على قناة MTV's Punk'd حيث قام بدور المضيف. حيث تضمن البرنامج العديد من خدع الكاميرات الخفية على المشاهير.كما يعتبر كوتشر منتج تنفيذي لبرامج تلفزيون الواقع "الجمال والهوس"، و"مغامرة في هوليوود (يدور حول مجموعة السطو ثلاثة 6 مافيا)، وبرنامج "محطمون العرس الحقيقي"، وبرنامج الألعاب "دقات الفرص". وجاءت العديد من قروض الإنتاج له، مثل Punk'd من أفلام كاتاليست، وهي شركة إنتاج يقوم بإدارتها مع شريكه جايسون جولدبيرج.
بسبب تضارب المواعيد المقررة مع تصوير فيلم الجارديان، اضطر أشتون على عدم تجديد عقده للموسم الثامن والأخير من مسلسل That That 70s Show، على الرغم من أنه قد ظهر في أول أربعة حلقات من المسلسل (على أنه نجم ضيف خاص) وعاد في الحلقات النهائية من المسلسل.
كوتشر هو جزء من فريق إدارة Ooma، وهو موقع تكنولجي أطلق في سبتمبر 2007. عبر بروتوكولات الأعمال عبر الصوت للإنترنت ودور أشتون هو بمثابة المخرج الإبداعي. فهو يقود حملة تسويق وإنتاج أشرطة الفيديو من أجل الترويج لهذه الخدمة. كما أبدع كوتشر أيضاً في الذراع التفاعلية لـ كتاليست اسمه وسائل إعلام كتاليست مع شريكه من أفلام كتاليست، جايسون جولدبيرج.وموقعهم للرسوم المتحركة الأول هو، بلاه جيرلز Blah Girls.

## حياته الشخصية
كان متزوجا من الممثلة الأمريكية ديمي مور التي تكبره في السن بستة عشر عاما. بعد ذلك انفصلا وتزوج بالممثلة ميلا كونيس التي مثلت معه في مسلسل عرض السبعينات ذاك.

## أعماله

### كممثل
| العام            | الفيلم:                                      | الدور                | ملاحظات       |
| ---------------- | -------------------------------------------- | -------------------- | ------------- |
| 1998-2006        | عرض السبعينات ذاك                            | مايكل كيلسو          | 180 حلقة      |
| (1999)           | قريبا (Coming Soon)                          | لوي                  |               |
| 2000             | Down to You                                  | جيم موريسون          |               |
| 2000             | Reindeer Games                               | طفل الكلية           |               |
| 2000             | المتأنق، أين سيارتي؟ (Dude, Where's My Car?) | جيسي مونتغمري الثالث |               |
| 2001             | فقط أطلق النار علي! (Just Shoot Me!)         | دين كاسيدي           | حلقة واحدة    |
| 2001             | تكساس رينجرز                                 | جورج دورهام          |               |
| 2002             | أسس من أجل الحياة (Grounded for Life)        | كوزن سكوت            | حلقة واحدة    |
| 2003-2007        | Punk'd                                       | نفسه / المضيف        |               |
| 2003             | فقط متزوج (فيلم)                             | توم ليزاك            |               |
| 2003             | ابنة رئيسي (My Boss's Daughter)              | توم ستانسفيلد        |               |
| 2003             | ارخص بالدستة (Cheaper by the Dozen)          | هانك                 | دور مساعد     |
| 2004             | تأثير الفراشة                                | ايفان تريبورن        | الدور الرئيسي |
| 2005             | خمن من                                       | سيمون جرين           |               |
| 2005             | كثيراً مثل الحب A Lot Like Love               | أوليفر مارتن         |               |
| 2005             | الدجاجة الآلية                               | أصوات مختلفة         |               |
| 2006             | بوبي                                         | فيشر                 |               |
| 2006             | الجارديان                                    | جايك فيشر            |               |
| 2006             | الموسم المفتوح Open Season                   | إليوت                | أداء صوتي     |
| 2008             | Miss Guided                                  | بيكس                 | حلقة واحدة    |
| 2008             | ما يحدث في فيغاس...                          | جاك فولر             | الدور الرئيسي |
| 2009             | Spread                                       | نيكي هاربر           |               |
| 2009             | التأثيرات الشخصية Personal Effects           | والتر سيمونز         | الدور الرئيسي |
| 2010             | عيد الحب                                     | ريد بينيت            |               |
| 2010             | خمسة قتلة                                    | سام فينيجان          |               |
| "[killers قتلة]" | سبنسر                                        |                      |               |
| 2011- 2015       | رجلان و نصف                                  | وادلن شميت           |               |

(2013)
(Jobs)
(Steven Jobs)

### كمنتج
| العام     | الاسم                | الحلقات              | ملاحظات                            |
| --------- | -------------------- | -------------------- | ---------------------------------- |
| 2003-2007 | Punk'd               | 69 حلقة              | المنتج التنفيذي / المستضيف         |
| 2003      | ابنة مديري           |                      | المنتج المشارك                     |
| 2004      | تأثير الفراشة        |                      | المنتج التنفيذي                    |
| 2004      | لديك صديق            | 8 حلقات              | المنتج التنفيذي                    |
| 2005-2008 | الجمال والمهوس       | 48 حلقة              | المنتج التنفيذي                    |
| 2007      | مغامرات في هوليهود   | 8 حلقات              | المنتج التنفيذي                    |
| 2007      | Miss Guided          | 7 حلقات              | المنتج التنفيذي                    |
| 2007      | اللعبة تظهر في رأسي  |                      | المنتج التنفيذي                    |
| 2007      | محطمون العرس الحقيقي | 7 حلقات              | المنتج التنفيذي                    |
| 2007      | الغرفة 401           | 8 حلقات              | المنتج التنفيذي                    |
| 2008      | بوب فيكشن            |                      | المنتج التنفيذي                    |
| 2008-2009 | دقات الحظ            |                      | المسلسل التلفزيوني (المنتج المنفذ) |
| 2009      | الجمال الحقيقي       |                      | المنتج التنفيذي                    |
| 2009      | خمسة قتلة            | مرحلة ما قبل الإنتاج |                                    |
| 2009      | الحياة الجميلة       | حلقتين               |                                    |
|           | Spread               |                      |                                    |
| 2010      | عيد الحب             |                      |                                    |

### ألعاب الفيديو
- فتح لعبة الموسم  ب (صوت) إليوت

## الجوائز التي حصل عليها
- جوائز كيدز تشويس
  - 2004—أفضل ممثل سينمائي عن دوره في فيلم Just Married، وابنة رئيسي وأرخص بالدستة- مرشح
  - 2005—الممثل التلفزيون المفضل ' لـ That '70s Show وPunk'd - مرشح
  - 2007—الصوت المفضل في الكارتون - رشح
  - 2004—ممثل التلفزيون المفضل لـ That '70s Show وPunk'd
- جائزة مجتمع نقاد الفيلم في لاس فيجاس
  - 2000—جائزة سييرا لأفضل ذكر وافد جديد دود، أين سيارتي؟—مرشح
- جوائز توزيع ام. تي. في
  - 2001—أفضل أداء لممثل صاعد عن دوره Dude, Where's My Car? - مرشح

## وصلات خارجية
- أشتون كوتشر على موقع قاعدة بيانات المصارعة على الإنترنت (الإنجليزية)

- أشتون كوتشر على موقع IMDb (الإنجليزية)
- أشتون كوتشر على موقع ميتاكريتيك (الإنجليزية)
- أشتون كوتشر على موقع الموسوعة البريطانية (الإنجليزية)
- أشتون كوتشر على موقع روتن توميتوز (الإنجليزية)
- أشتون كوتشر على موقع مونزينجر (الألمانية)
- أشتون كوتشر على موقع قاعدة بيانات الأفلام العربية
- أشتون كوتشر على موقع ألو سيني (الفرنسية)
- أشتون كوتشر على موقع ميوزك برينز (الإنجليزية)
- أشتون كوتشر على موقع تيرنر كلاسيك موفيز (الإنجليزية)
- أشتون كوتشر على موقع أول موفي (الإنجليزية)
- صور وأخبار أشتون كوتشر